# 阿爾沃思 (伊利諾伊州)
阿爾沃思（英語：Alworth）是位於美國伊利諾伊州溫納貝戈縣的一個非建制地區。該地的面積和人口皆未知。

## 地理
阿爾沃思的座標為42°14′37″N 89°14′44″W / 42.24361°N 89.24556°W，而該地的平均海拔高度為274米（即899英尺）。